# Llimonaea cerebriformis
Llimonaea cerebriformis är en lavart som först beskrevs av Egea & Torrente, och fick sitt nu gällande namn av Sparrius. Llimonaea cerebriformis ingår i släktet Llimonaea, ordningen Arthoniales, klassen Arthoniomycetes, divisionen sporsäcksvampar och riket svampar.   Inga underarter finns listade i Catalogue of Life.